# Janamatti, Bilgi
Janamatti là một làng thuộc tehsil Bilgi, huyện Bagalkot, bang Karnataka, Ấn Độ.